# Nova França
```
   |-
       |
Erro:
:  
valor não especificado para "
nome_comum
"

   |-
       | 
Erro:
:  
valor não especificado para "
continente
"
```

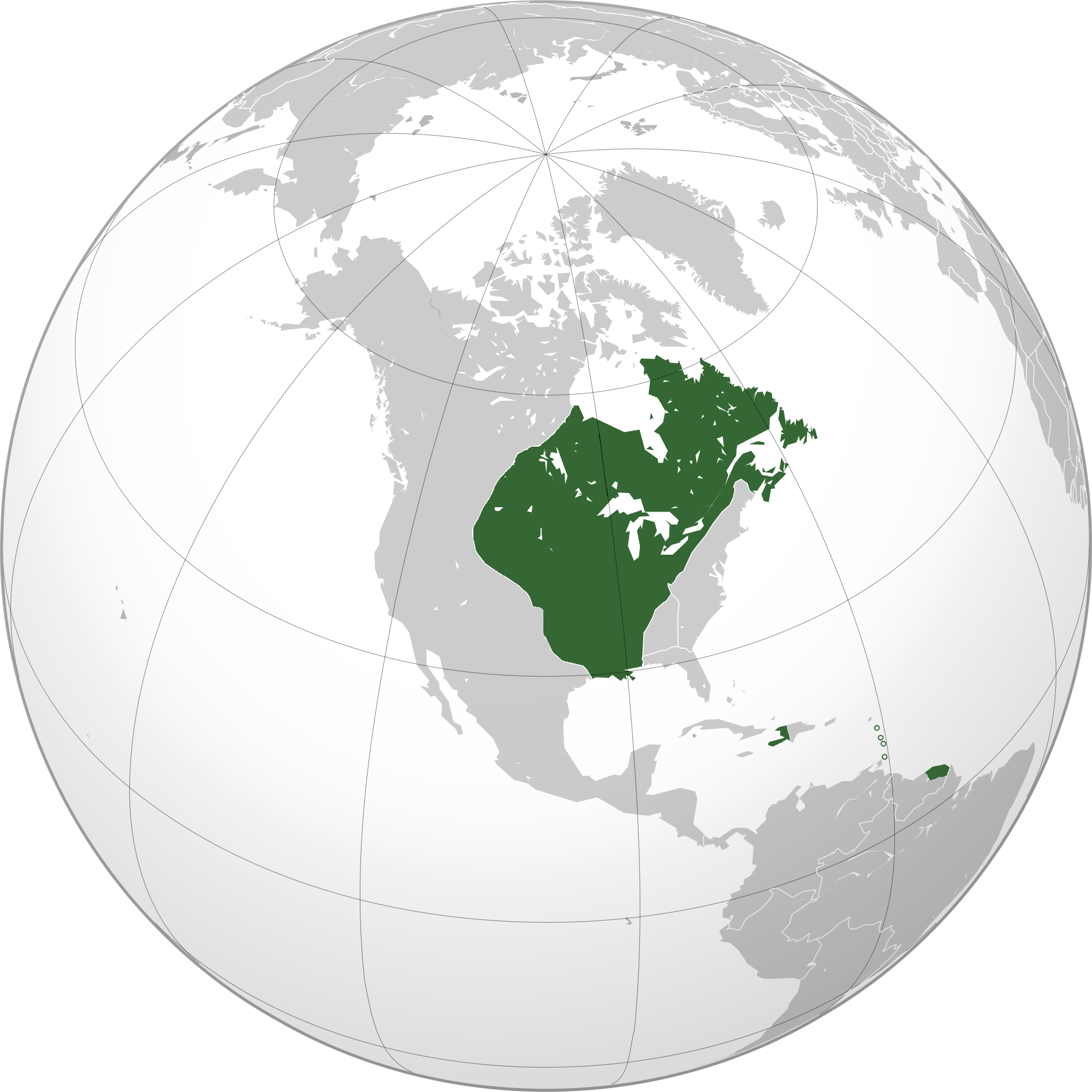
A Nova França, em 1750, no seu apogeu

Mapa da Nova França, de 1612

A Nova França foi uma área colonizada pela França na América do Norte durante um período, que começa desde a exploração do rio São Lourenço pelo explorador francês Jacques Cartier, em 1534, até 1763, quando a região norte da Nova França foi cedida pelos franceses ao Império Britânico — que atualmente constituem as províncias canadenses de Ontário e de Quebec; e 1803, quando Napoleão Bonaparte vendeu o resto dos territórios franceses aos Estados Unidos. No seu ápice, em 1712, o território da Nova França estendia-se desde a Terra Nova e Labrador até o Lago Superior, e da Baía de Hudson até o Golfo do México. Após 1712, o território foi dividido em cinco distintas colônias, cada uma com administração própria: Canadá, Acádia, Terras de Rupert, Terra Nova e Labrador — estas quatro cedidas aos britânicos em 1763 — e a Louisiana, cedida aos espanhóis e aos britânicos em 1763. A porção cedida aos espanhóis seria recuperada pela França em 1800, mas vendida aos Estados Unidos em 1803.

## Primórdios da exploração europeia
Em 1524, o explorador italiano Giovanni de Verrazano explorou a costa leste da América do Norte, e nomeou as novas terras descobertas Francesca, em honra ao Rei francês Francisco I da França. Em 1534, Jacques Cartier estacou uma cruz na península de Gaspé, onde atualmente fica a cidade quebequense de Gaspé — e, posteriormente, na Ilha de Montreal, onde atualmente fica a cidade de Montreal — e reivindicou as terras ao Rei Francisco I. Inicialmente, os franceses não estavam interessados em ocupar a região. Mesmo assim, comerciantes franceses navegaram na costa atlântica e no rio são Lourenço, fazendo alianças com tribos indígenas que viviam na região, e que seriam importantes posteriormente. Esses comerciantes eventualmente observaram que a região era rica em castores, cuja pele era muito apreciada na Europa para a produção de roupas. Os castores europeus estavam à beira da extinção, por causa da caça predatória, e, eventualmente, a corte francesa decidiu colonizar essas áreas na América do Norte, e, assim, expandir suas influências no continente americano.
Os vastos territórios que seriam conhecidos posteriormente como Acádia e Canadá (atual Ontário e Quebec) eram habitadas por tribos indígenas, como hurões, algonquinos e iroqueses. Essas terras eram cheias de recursos naturais que atraíram muitos europeus para a região. Por volta da década de 1580, companhias francesas haviam sido criadas, e navios foram contratados para transportar as peles. Muito das relações entre europeus e nativos indígenas é desconhecido, por falta de documentos históricos.
As primeiras tentativas de estabelecimento de assentamentos permanentes na região resultaram em fracasso. Em 1598, um posto de troca foi estabelecido na Ilha Sable, na costa acadiana, mas fracassou. Em 1600, outro posto comercial foi estabelecido em Tadoussac, mas apenas cinco pessoas conseguiram sobreviver aos rigores do inverno da região. Em 1604, um assentamento foi fundado em Île-Saint-Croix, na Baía de Fundy, mudando-se em 1605 para Port Royal, tendo sido abandonado em 1607, restabelecido em 1610 e destruído em 1613.

## Fundação do Quebec
Em 1608, com o suporte de Henrique IV de França, Samuel de Champlain fundou Quebec, com seis famílias totalizando 28 pessoas, sendo o primeiro assentamento bem-sucedido criado no Canadá. A colonização da região foi lenta e difícil. Muitos colonizadores morreram. Em 1630, 22 anos depois, apenas 100 colonos viviam no assentamento de Quebec, e dez anos depois, em 1640, eram 359 colonos.
Champlain rapidamente aliou-se com as tribos indígenas algonquinos e os montagnais. Estas duas tribos estavam em guerra com os iroqueses. Champlain também conseguiu fazer com que alguns jovens colonos franceses vivessem com os algoquinos e os montagnais, para que eles pudessem aprender idiomas indígenas e adaptassem à vida na região. Estes jovens colonos, conhecidos como Voyageurs, como Étienne Brûlé, estenderam a influência francesa até a região dos Grandes Lagos, bem como sob as tribos nativas hurões que viviam ali.
Nas primeiras décadas da existência de Quebec, apenas algumas poucas centenas de colonos viviam na região, enquanto que as colônias inglesas ao sul eram muito mais populosas e ricas. O Cardinal Richelieu, um conselheiro do Rei Luís XIII da França, queria que a Nova França tivesse a mesma importância que as colônias inglesas ao sul. Em 1627, Richelieu criou a Companhia dos Cem Associados, para investir economicamente na Nova França, e prometendo lotes de terra para as pessoas que tivessem interesse em migrar à Nova França. Isto atraiu centenas de pessoas, e tornou o Quebec em uma importante colônia mercantil. Champlain eventualmente foi nomeado o Governador da Nova França. Ele proibiu que qualquer colono não católico vivesse na região. Protestantes foram obrigados ou a renunciar sua fé e suas crenças, para continuar a morar na Nova França, ou foram obrigados a mudar-se. Muitos dos protestantes escolheram mudar-se, migrando para as colônias inglesas ao sul. A Igreja Católica e missionários católicos como jesuítas e recollets ficaram firmemente estabelecidos no território. Richelieu também introduziu um sistema semi-feudal de agricultura, que seria típico do Vale do São Lourenço até o século XIX.
Ao mesmo tempo, porém, as colônias inglesas ao sul começaram a expandir-se ao norte, em direção do Vale do São Lourenço, e em 1629, o assentamento de Quebec foi capturada, ficando sob controle inglês até 1632. Champlain então ordenou a Sieur de Laviolette a fundação de outro posto comercial, onde atualmente fica a cidade quebequense de Trois-Rivières. 
Champlain morreu em 1635, e a Igreja Católica tornou-se a força dominante na Nova França. Em 1642, a Igreja suportou economicamente um grupo de assentadores, que fundaram Ville-Marie, na ilha de Montreal, um pequeno assentamento que posteriormente evoluiria-se na cidade de Montreal. Por volta da década de 1640, missionários jesuítas subiram até a região dos Grandes Lagos, e converteram religiosamente muitos dos hurões que viviam na região para o cristianismo. Os missionários logo entraram em conflito com os iroqueses. Estes constantemente atacavam Montreal, e por volta de 1649, ambas as missões jesuítas e os hurões estavam quase completamente destruídas.

## Controle da Realeza

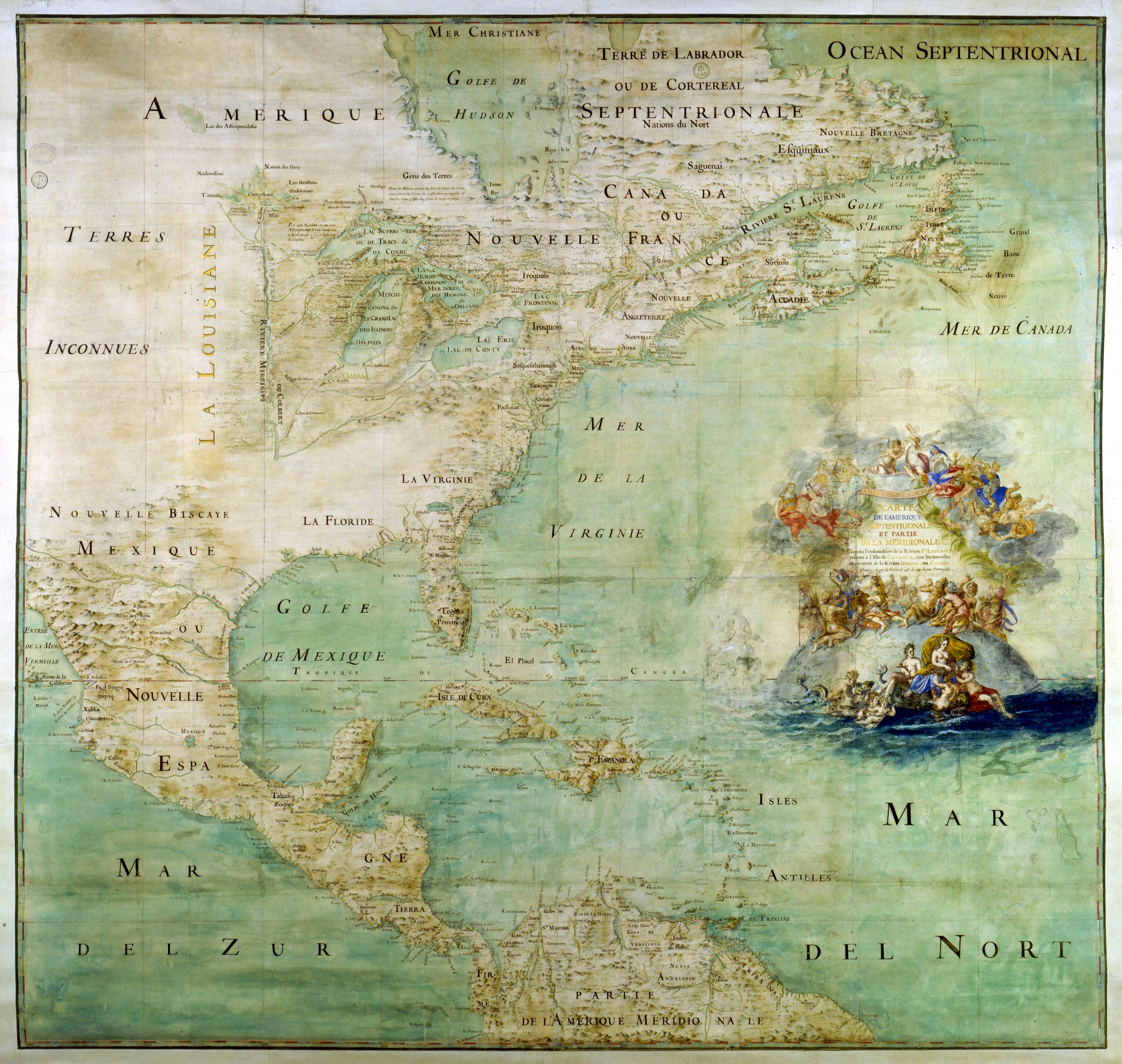
Mapa da Nova França, em 1681

Pavilhão de Louis XIV, utilizado na Nova França, quando o Rei Sol anexa a província em 1663

Por volta da década de 1650, Montreal ainda tinha apenas algumas centenas de assentadores, e a Nova França quase caiu completamente frente aos constantes ataques iroqueses. Em 1660, o colono francês Adam Dollard des Ormeaux liderou uma força militar, composta por franceses e hurões, contra uma força muito maior de iroqueses. Nenhum dos franceses sobreviveram. Em 1663, a Nova França finalmente tornou-se mais segura quando o rei Louis XIV criou uma nova província da França. Em 1665, ele enviou uma força militar francesa ao Quebec. O governo da colônia foi reformado. Em 1665, Jean Talon foi enviado pelo Ministro da Marinha francesa, Jean-Baptiste Colbert, para a Nova França, para servir como o primeiro Intendente da região. Estas reformas limitaram o poder do Bispo de Quebec, que anteriormente era a autoridade mais poderosa na Nova França. 
No censo de 1666 feito na colônia, realizado por Jean Talon no inverno de 1665-1666, revelou uma população de 3215 habitantes na Nova França — muito mais do que algumas décadas passadas. Porém, havia uma grande disparidade entre o número de pessoas do sexo masculino (2034) e do sexo feminino (1181). Como resultado, e esperando fazer da colônia a capital do Império Colonial da França, Luís XIV concordou em enviar mais de 700 mulheres solteiras (que tinham entre 15 a 30 anos de idade) para a Nova França. Elas passariam a ser conhecidas como as "Filhas do Rei". Ao mesmo tempo, casamentos com nativas indígenas foram incentivados, e vários homens solterios, conhecidos como engagés, foram enviados da França para a Nova França. Um deles, Étienne Truteau, foi um dos ancestrais do futuro primeiro-ministro canadense Pierre Elliott Trudeau, e de seu filho mais velho, o atual Primeiro -Ministro Justin Trudeau.
Sendo que o inglês Henry Hudson reivindicava a Baía de Hudson, a Baía de James e os territórios próximos das baías à Inglaterra, os ingleses começaram a expandir suas fronteiras em direção ao norte — no que atualmente constitui Nunavut e os Territórios do Noroeste. Em 1670, com a ajuda dos franceses Pierre-Esprit Radisson e Médard des Groseilliers, a Companhia da Baía de Hudson foi estabelecida, para controlar o comércio de peles em todo o território reivindicado pela Inglaterra — e terminando assim o monopólio francês no comércio de peles. Para compensar, os franceses expandiram seus limites territoriais em direção ao sul. Em 1682, René Robert Cavelier explorou o rio Ohio e o vale do rio Mississippi, e reivindicou todo o território explorado para a França — um território que se estende desde os Grandes Lagos até o Golfo do México. Cavelier nomeou este território de Louisiana. Apesar de que a colonização francesa nesta região fora quase nula, muitos fortes estratégicos foram construídos na Louisiana, sob ordens do Governador Louis de Buade de Frontenac. Outros fortes foram construídos em outras áreas não assentadas da Nova França.

### Guerra da Rainha Ana
Em 1689, os ingleses e os iroqueses invadiram a Nova França, após muitos anos de conflitos menores ao longo dos territórios franceses e ingleses. Esta guerra, conhecida como a Guerra do Rei William, terminou em 1697, mas uma segunda guerra, a Guerra da Rainha Ana, começou em 1702. O Quebec sobreviveu às invasões anglo-iroquesas em ambas as guerras, mas Port Royal e Acádia passaram ao controle inglês em 1690. Em 1713, o Tratado de Utrecht estabelecia relações de paz entre a Inglaterra e a França — o custo aos franceses foram a perda definitiva da Acádia e da Terra Nova e Labrador — os franceses continuariam a ter controle sobre a histórica Louisiana, e os territórios que formam atualmente as províncias canadenses de Quebec, Ontário, Ilha do Príncipe Eduardo e Novo Brunswick.

Ocupação europeia na América do Norte após a Guerra de Sucessão Espanhola

Após a assinatura do tratado, a Nova França começou a prosperar economicamente. Indústrias como a pesca e a agricultura, que haviam sido medíocres sob o controle de Talon, começaram a crescer. Uma estrada foi construída entre Quebec e Montreal. Novos portos foram construídos, e centros portuários mais antigos foram modernizados. O número de colonos aumentou bastante, e por volta de 1720, toda a região que constitui a província de Quebec possuía 24 594 habitantes. A Igreja Católica ainda mantinha controle sobre a educação e programas de ajuda social na Nova França. Esses anos de paz é conhecido como a "Idade do Ouro" da Nova França.
A paz durou até 1744, quando William Shirley, então governador da colônia inglesa de Massachussets, comandou um ataque contra o Fort Louisburg. Os franceses mostraram-se incapazes de resistir ao ataque inglês, e Louisburg passou para domínio inglês. Tentativas francesas de tomar o forte em 1746 falharam. O forte passou novamente ao controle francês sob o Tratado de Aquisgrão, mas isto não parou a guerra que desenvolvia-se entre a França e a Inglaterra, e suas respectivas colônias. Em 1754, a Guerra Franco-Indígena começou, como parte da guerra dos sete anos (esta começou tecnicamente na Europa apenas em 1756). A primeira batalha da guerra resultou na derrota de uma pequena força militar inglesa, liderada pelo coronel George Washington, por tropas francesas no Vale de Ohio.

## A Queda da Nova França

Nova França 1534-1763

A Nova França então tinha cerca de 50 mil habitantes, um número muito maior em comparação aos números do início do século, mas as colônias anglo-americanas possuíam então mais de 1 milhão de habitantes/ Foi muito mais fácil para os colonos ingleses de organizar ataques contra a Nova França do que foi para os colonos franceses a organização de ataques contra colônias inglesas. Em 1755, o general Edward Braddock liderou uma expedição militar contra o forte francês Duquesne. Apesar de ter uma grande vantagem numérica, além do suporte militar dos iroqueses, a força militar de Braddock foi derrotada, sendo que o próprio morreu em batalha.
Em 1758, a Grã-Bretanha novamente capturou o Forte Louisbourg, permitindo o bloqueio do rio São Lourenço, e, assim, o envio de novas tropas por parte da França às colônias francesas — a sentença de morte da Nova França. Em 1759, os ingleses cercaram a cidade de Quebec, pelo rio, e uma força militar, liderada pelo general James Wolfe, derrotaram os franceses, liderados pelo general Louis-Joseph de Montcalm, na Batalha dos Campos de Abraham, em setembro. Os soldados em Quebec renderam-se completamente em 18 de setembro, e um ano depois, em 1760, todo o norte da Nova França (atual Ontário, Quebec, Novo Brunswick e Ilha do Príncipe Eduardo) fora capturada pelos ingleses. O último governador da Nova França, Marquis de Vaudreuil-Cavagnal, rendeu-se aos ingleses em 8 de setembro de 1760, e os franceses cederam o Canadá aos ingleses no Tratado de Paris, assinado em 10 de fevereiro de 1763.
A cultura francesa e a religião católica continuaram a dominar essa região cedida à Inglaterra, até a chegada de assentadores ingleses à região, o que levou posteriormente à criação do Canadá Superior (atual Ontário). O resto da Nova França, agora o Território de Louisiana, continuou sob controle francês até 1803, quando Napoleão Bonaparte vendeu o território aos Estados Unidos, por 13 milhões de dólares. Os únicos remanescentes da França na América do Norte foram as pequenas ilhas de São Pedro e Miquelão, que atualmente ainda estão sob controle francês.